# Ben McKenzie
Benjamin „Ben“ McKenzie Schenkkan (* 12. září 1978, Austin, Texas, USA) je americký herec. K jeho nejvýznamnějším rolí patří postava Ryana Atwooda v seriálu O.C. o bohatých teenagerech s bouřlivým osobním životem z Orange County v Kalifornii.
Narodil se a vyrůstal v Texasu. Hrát začal během studia na univerzitě, kvůli tomu se přestěhoval do Los Angeles. Již před O.C. se objevil v několika malých rolích, ale známějším se stal až právě díky tomuto seriálu. V roce 2009 získal hlavní roli v seriálu Policajti z L. A., v letech 2014–2019 působil v seriálu Gotham.
V roce 2017 si vzal herečku Morenu Baccarin, se kterou má dceru Frances, narozenou o rok dříve.

## Filmografie

### Film
| Rok  | Název                               | Role                      | Poznámky                            |
| ---- | ----------------------------------- | ------------------------- | ----------------------------------- |
| 2005 | Junebug                             | Johnny Johnsten           |                                     |
| 2007 | 88 minut                            | Mike Stempt               |                                     |
| 2008 | Every Monday Matters                | sám sebe                  | dokument                            |
| 2008 | Johnny Got His Gun                  | Joe Bonham                |                                     |
| 2009 | The Eight Percent                   | John Keller               | krátkometrážní film                 |
| 2011 | Batman: Rok jedna                   | Bruce Wayne/Batman (hlas) |                                     |
| 2011 | The Blisters: How Three Became Four | Dave                      | krátkometrážní film, také producent |
| 2012 | Adventures in the Sin Bin           | Michael                   |                                     |
| 2012 | Decoding Annie Parker               | Tom                       |                                     |
| 2013 | Goodbye World                       | Nick Randworth            |                                     |
| 2014 | Láska po anglicku                   | Brian                     |                                     |
| 2019 | The Report                          |                           |                                     |

### Televize
| Rok       | Název                     | Role          | Poznámky                                                          |
| --------- | ------------------------- | ------------- | ----------------------------------------------------------------- |
| 2002      | Policejní okrsek          | Tim Ruskin    | díl: „Faith“                                                      |
| 2003      | JAG                       | Spencer       | díl: „Empty Quiver“                                               |
| 2003–2007 | O.C.                      | Ryan Atwood   | hlavní role, 92 dílů                                              |
| 2004      | MADtv                     | Ryan Atwood   | 9. řada, 22. díl                                                  |
| 2009–2013 | Policajti z L. A.         | Ben Sherman   | hlavní role, 43 dílů                                              |
| 2011      | Scooby-Doo: Záhady s.r.o. | Odnarb (hlas) | díl: „The Wild Brood“                                             |
| 2013      | Men at Work               | Bryan         | díl: „Tyler the Pioneer“                                          |
| 2014–2019 | Gotham                    | Jim Gordon    | hlavní role, 100 dílů, také režisér (3 díly) a scenárista (1 díl) |